# Ignacio Raeth
Ignacio Raeth (ou Ignace Raet), né vers 1626 à Anvers et décédé en 1666, est un frère jésuite brabançon (Pays-Bas méridionaux) qui passa toute sa vie active en Espagne où il est connu comme peintre baroque.

## Éléments de biographie
On ne sait pratiquement rien de sa vie dans les Pays-Bas méridionaux. Selon Palomino, Raeth entra dans la Compagnie de Jésus en 1644, à l’âge de 18 ans. Disciple de Daniel Seghers, un autre frère jésuite maître dans l'art de la peinture, il fut admis dans la guilde de Saint-Luc (à Anvers) en 1641. Raeth arrive en Espagne dans l’entourage du père Johann Nithard, confesseur de la Reine Marianne d'Autriche, et s'installe au noviciat de son ordre jésuite à Madrid. Il y décore l’église, dédiée à saint Ignace de Loyola en 1662, de 36 peintures illustrant des scènes de la vie du fondateur de l’Ordre.

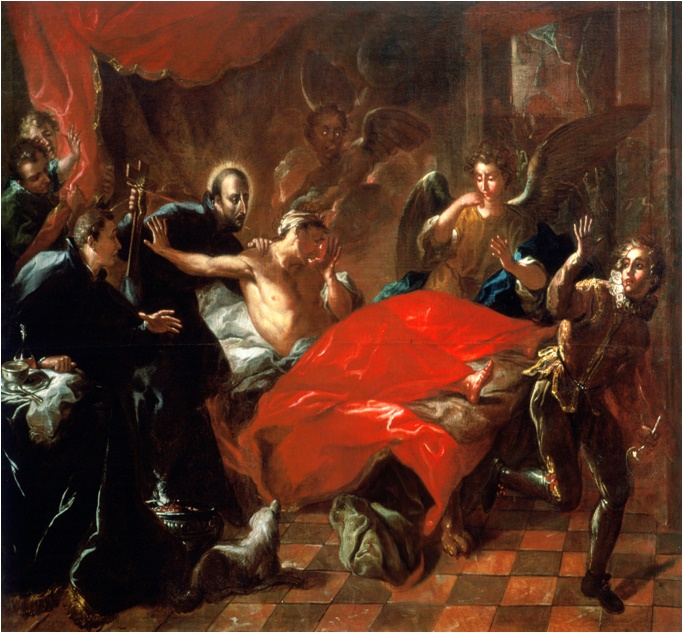
Saint Ignace au chevet d'un malade (toile de Ignacio Raeth)

## Œuvres connues
Il fait également un portrait du père Juan Eusebio Nieremberg, qui, selon Palomino, fut exposé au public de Madrid le jour de fête de Corpus Christi. Ce portrait « sur le fait d'être très similaire, fut considéré comme excellemment peint. Il fut très applaudi, et établit l’habilité de son auteur, dès lors bien accrédité par cette œuvre et dans toutes les autres». Ce portrait orna plus tard les murs de la bibliothèque du collège impérial de Madrid.
À ces œuvres il faut ajouter le dessin et gravure pour le père Clauwet qui ornent la première page du traité intitulé Primer instituto de la Sagrada Religión de la Cartuxa écrit par José de Vallés et imprimé à Madrid en 1663. La gravure représente une échelle dans un jardin sur laquelle plusieurs moines chartreux montent et descendent du ciel.
La série de scènes ignaciennes se trouvant au noviciat jésuite fut dispersée après l’expulsion des Jésuites d’Espagne en 1767. Huit aboutirent à la paroisse de Santa Cruz del Retamar, une petite ville de la province de Tolède, où ils se trouvaient encore en 1928. Ils furent endommagés ou détruits durant la guerre civile d'Espagne. Seulement deux de ces peintures ont survécu : le Milagro del globo de fuego sobre la cabeza de san Ignacio mientras celebra la misa (le miracle du globe de feu au-dessus de la tête de saint Ignace alors qu’il célèbre la messe) et Alegoría de la Compañía de Jesús con el anagrama (L’allégorie de la Compagnie de Jésus avec l’anagramme). Dans ce dernier se décèle particulièrement bien la formation flamande de l’artiste.
Deux autres scènes à caractère jésuite — la Visión de la Storta (Vision de La Storta) et San Ignacio de Loyola atendiendo a un enfermo (Saint Ignace de Loyola au chevet d’un malade) — apparues récemment à la Faculté des sciences économiques et commerciales de l'Université Complutense (qui a eu pendant un certain temps son siège dans les bâtiments de l’ancien noviciat jésuite) pourraient également provenir de cette série.
Une toile Saint Agnès (en collection privée), sur laquelle on peut lire la signature « ...natius de Raetìì », complète la liste des œuvres connues du peintre.

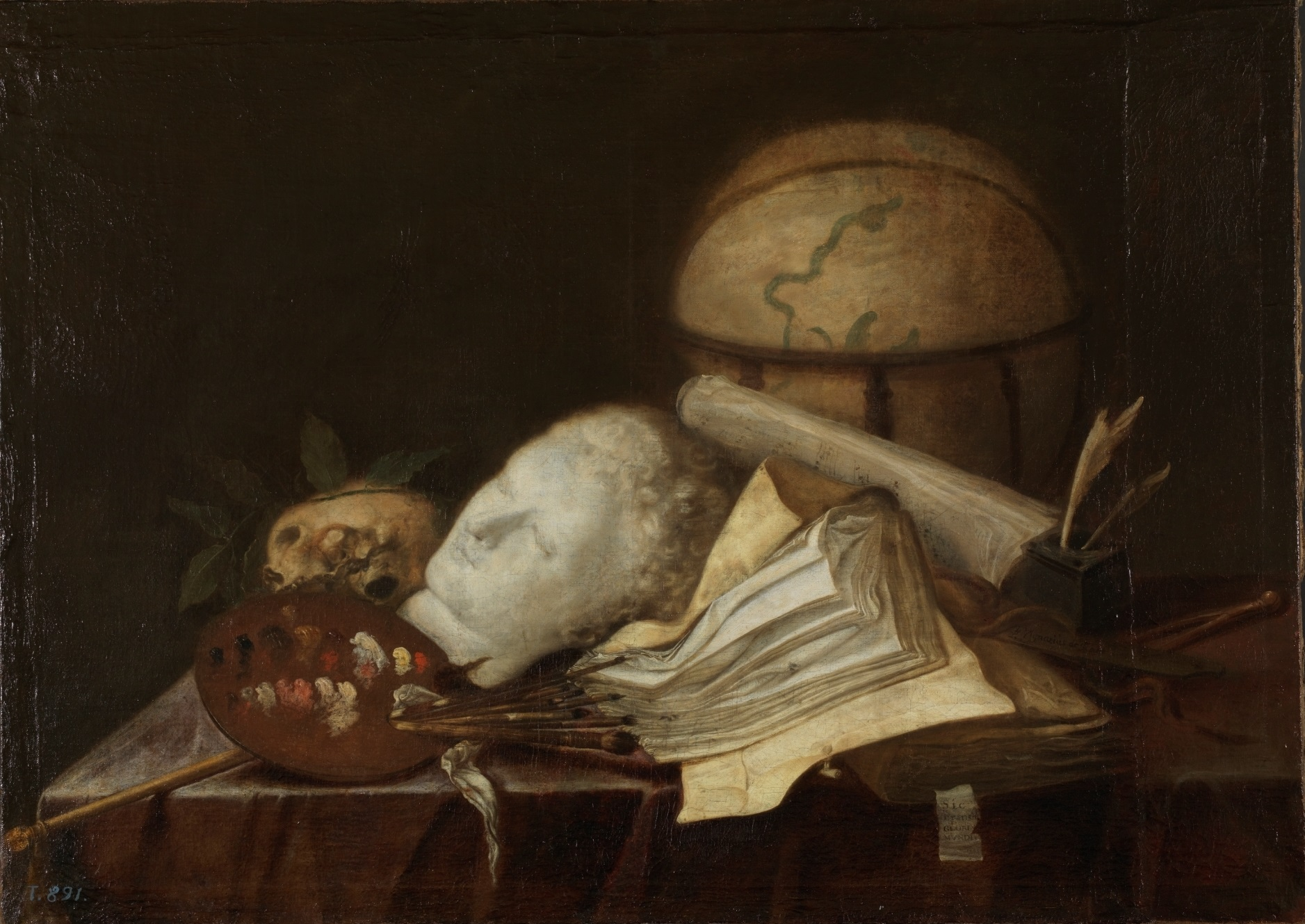
Allégorie des arts et des sciences, 1649, Musée du Prado

Le frère Ignacio De Raeth serait mort en Flandres ou en Allemagne en 1666.